# Alchemy (Thornton)
Alchemy is een studioalbum van Phil Thornton, ditmaal weer solo. Het album heeft als motto een citaat van de componist Frederick Delius: Music is an intuition into the mysteries of the human soul. Het is een wat donkerder album geworden dan zijn anderen, maar valt nog in de categorie new agemuziek annex elektronische muziek. Ook deze poging om maar iets in goud te laten veranderen liep op niets uit; het album verkocht nauwelijks.

## Musici
- Phil Thornton – alle muziekinstrumenten
- Natuurgeluiden van Man

## Muziek
Allen van Thornton, behalve 1 van Thornton en Harvey Summers

| Nr. | Titel         | Duur  |
| --- | ------------- | ----- |
| 1.  | Alchemy       | 12:13 |
| 2.  | Manifestation | 7:58  |
| 3.  | Homage        | 5:39  |
| 4.  | Love potion   | 6:59  |
| 5.  | Mannanin mist | 12:51 |
| 6.  | Magic mirror  | 6:03  |

Mannanin mist is geïnspireerd op een optreden dat Thornton gaf in de Ballaglass Glen, een bergdal op Man.